# Women's International Matteotti Committee
Il Women's International Matteotti Committee (WIMC) è stato un comitato di ispirazione antifascista fondato a Londra il 1ºmaggio 1930 da Sylvia Pankhurst e Silvio Corio.

## Storia
Nel 1927 Gaetano Salvemini e Filippo Turati, esuli in seguito all'affermazione del fascismo in Italia, si rivolsero all'anarchico Silvio Corio per dare vita a un'organizzazione antifascista, per informare i cittadini del Regno Unito e degli Stati Uniti d'America, dei crimini commessi dal fascismo italiano. Il comitato, fondato il 1º maggio 1930, si fondava sulla comunanza con Giustizia e Libertà e l'esclusione dei comunisti, mentre apriva all'adesione di repubblicani e popolari. Nella pratica il comitato basò la sua azione su tre obiettivi principali:
- interessarsi a tutti i soggetti perseguitati dal fascismo,
- persuadere i governi europei a intercedere presso il governo italiano per eliminare le azioni violente inflitte ai cittadini antifascisti
- porre fine alla persecuzione della famiglia Matteotti.

Allo scopo di sostenere Velia Titta, la moglie di Matteotti, Sylvia Pankhurst fece diversi viaggi riuscendo ad ottenere fondi dalla californiana Alice Locke Park, e il 30 agosto del 1932 fondò a Madrid con Teresa Nevot l'Association de Muyeres Espanolas "Velia Matteotti". Un'altra filiale dell'associazione fu poi inaugurata a Berna da Serenè Ondené mentre il 2 marzo 1933, il WIMC ottenne l'adesione anche di Mrs Sheely Skeffington fondatrice della Womens Worker’s Union.
Dopo varie iniziative volte a diffondere l'antifascismo, nel 1936 con la guerra d'Etiopia la Pankhurstsi dedicò attivamente alla liberazione dell'Etiopia dalla colonizzazione italiana, mettendo in secondo piano il sostegno all'antifascismo italiano. Questo cambio di prospettive provocò una scisisone all'interno del gruppo, che fu definitivamente sciolto nel 1938.